# 山口県立防府高等学校佐波分校
山口県立防府高等学校佐波分校（やまぐちけんりつ ほうふこうとうがっこう さばぶんこう）は、かつて山口県山口市徳地堀（旧徳地町）にあった公立高等学校。生徒数減少に伴い、2012年4月に山口県立防府高等学校の分校となり、2025年3月末をもって閉校した。

## 設置学科
全日制課程
- 普通科

## 沿革
- 1945年（昭和20年）4月13日 - 山口県立佐波農林学校として開校する。
- 1948年（昭和23年）4月1日 - 学制改革に伴って佐波農林学校が廃止され、山口県立佐波農業高等学校が発足する。
- 1949年（昭和24年）4月20日 - 高校再編成により山口県立佐波高等学校と校名を変更し、普通科および農業科を設置する。
- 1955年（昭和30年）4月8日 - 家庭科を追加設置する。
- 1963年（昭和38年）4月1日 - 家庭科を家政科と改称する。
- 1964年（昭和39年）3月31日 - 全日制農業科を廃止する。
- 1994年（平成6年）3月31日 - 家政科を廃止する。
- 1997年（平成9年）4月1日 - 福祉コースを設置する。
- 2012年（平成24年）4月9日 - 敷地内に山口県立防府高等学校佐波分校を設置、佐波高等学校は新規生徒募集を停止、同時に福祉コースを廃止。
- 2014年 (平成26年) 3月1日 - 山口県立佐波高等学校から山口県立防府高等学校佐波分校への継承式を行う。
  - 4月1日 - 完全に分校になる。
- 2025年 (令和7年) 
  - 3月1日 - 当校卒業証書授与式並びに閉校式を挙行
  - 3月31日 - 閉校する[2]